# Leirensmolen

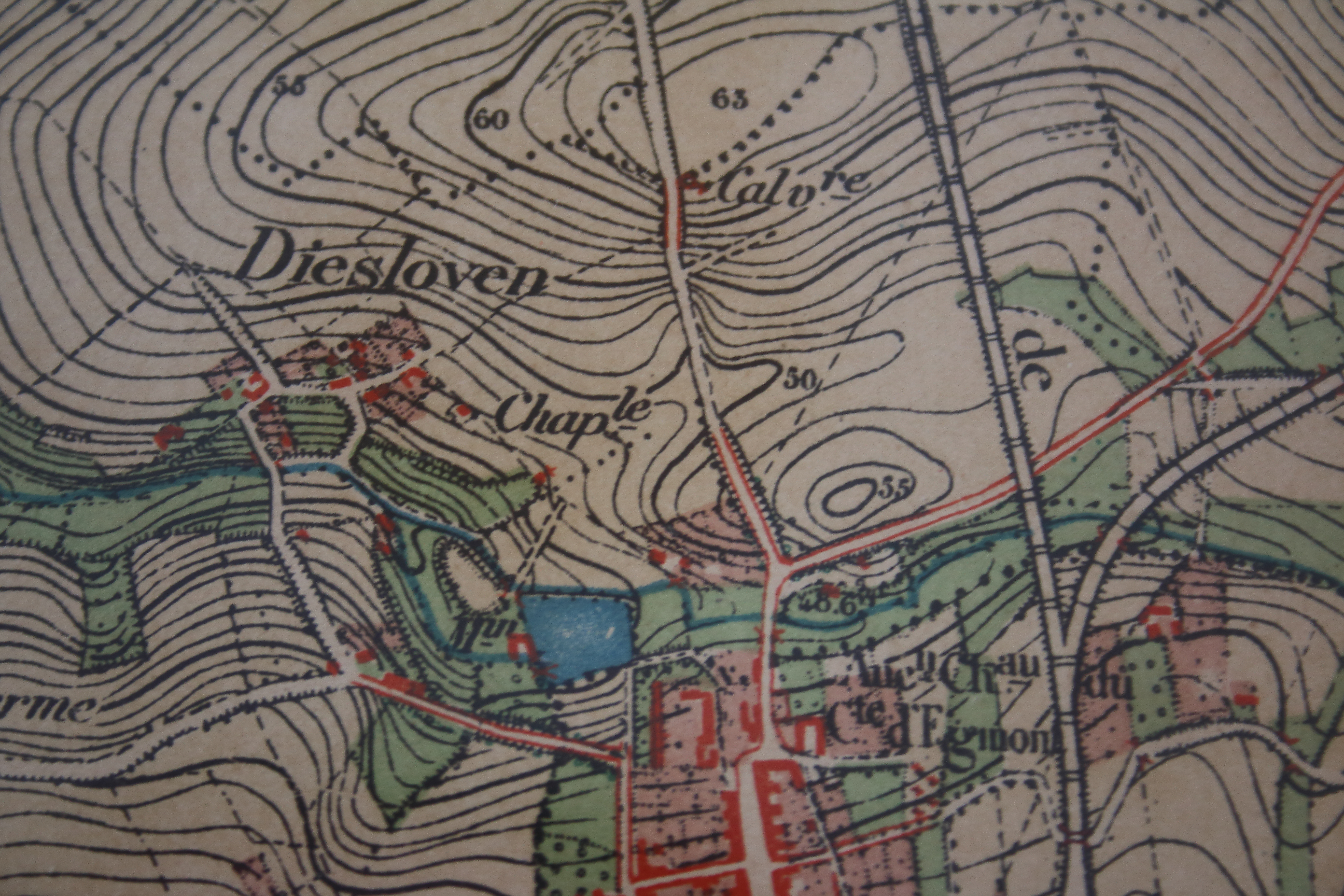
Leirenshof, Leirensmolen en Leirensvijver in 1872

De Leirensmolen is een voormalige watermolen die behoorde tot het Leirenshof in Strijpen, deelgemeente van de Belgische stad Zottegem. De molen lag aan de huidige Leirensweg vlak bij het Beislovenpark, Egmontpark en het Egmontkasteel. De molen bestond al in 1429 als deel van de kasteelhoeve en werd later samen met het Egmontkasteel eigendom van Lamoraal van Egmont. De naam Leirens komt van een verbastering van de voornaam van voormalig bewoner-molenaar Hilaire Vanderstockt. Van de vroegere watermolen blijft alleen nog het metselwerk bewaard waarin het molenrad was geplaatst. In het zuidoosten ligt het opgehoogde terrein waar zich vroeger de molenvijver (Leirensvijver) bevond. Die vijver deed dienst als spaarbekken voor de molen, met een spui (Leirens spei). De molenvijver had een afvoer langs het molenrad en een andere langs de Bettelhovebeek, die daar een verval had van circa 8 meter dat geregeld werd door het spui (Speibeek of Spuibeek). De molen en molenvijver verdwenen omstreeks 1950. De vroegere Leirensmolen en de omgeving ervan zijn als dorpsgezicht beschermd sinds 1995.

## Afbeeldingen

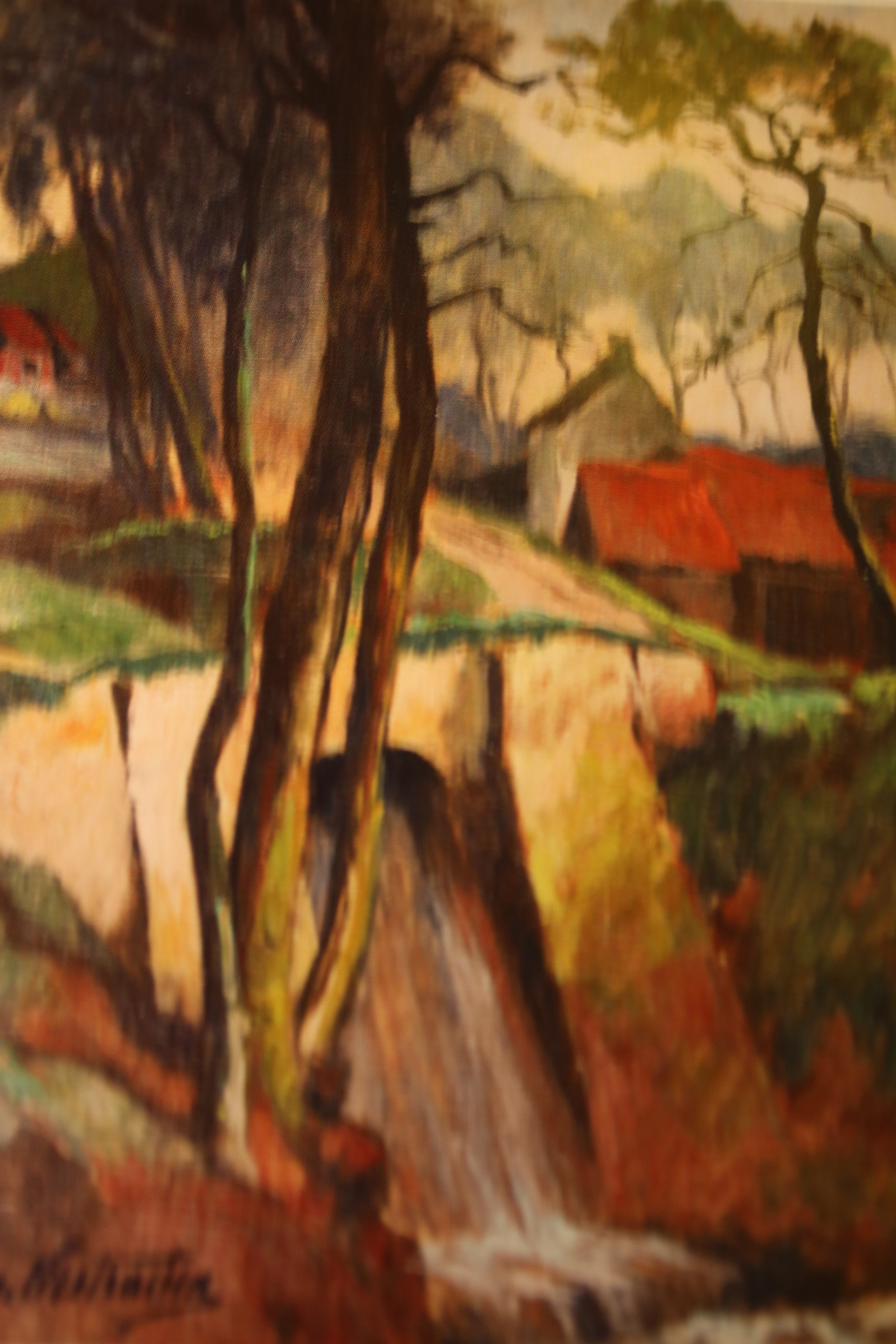
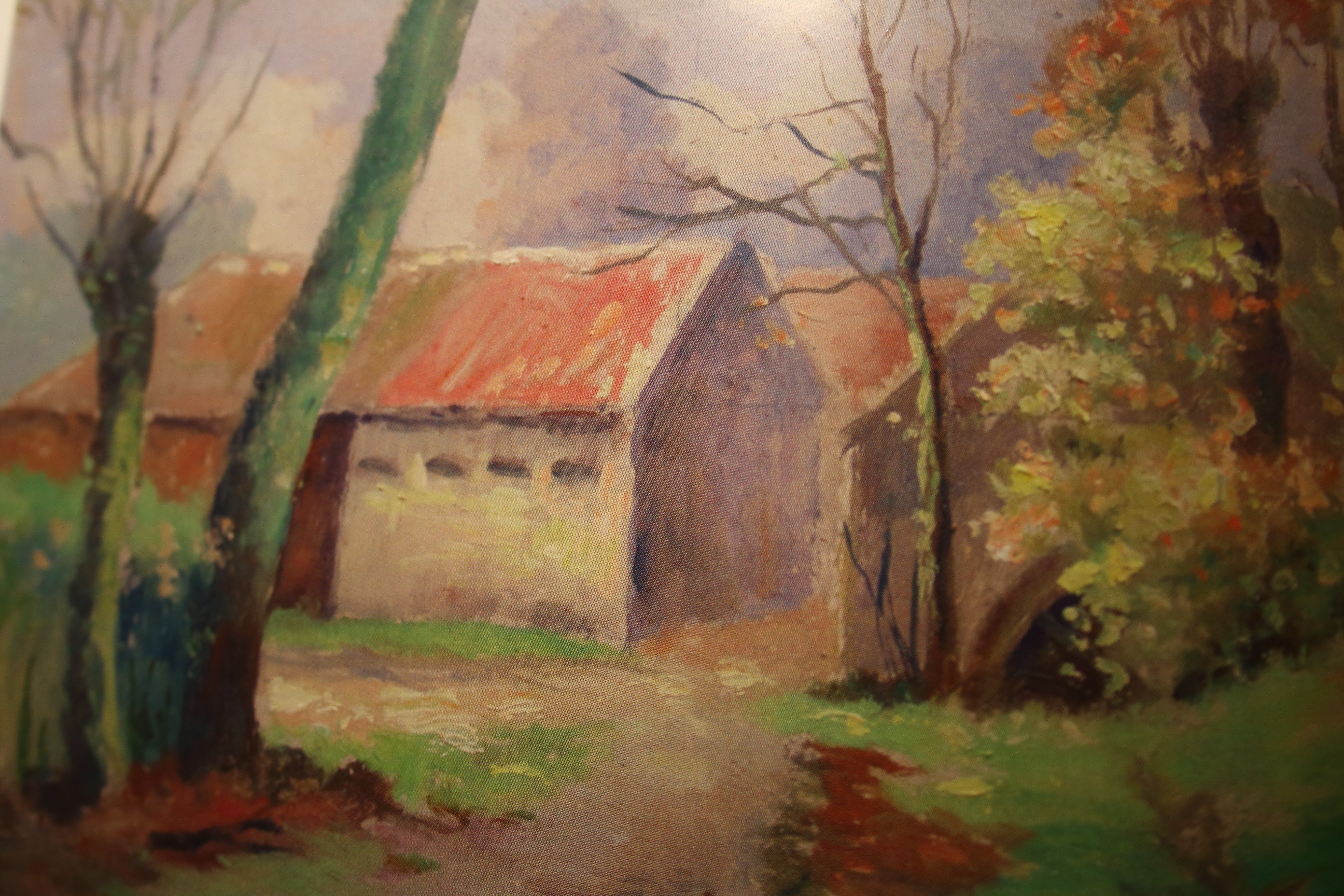
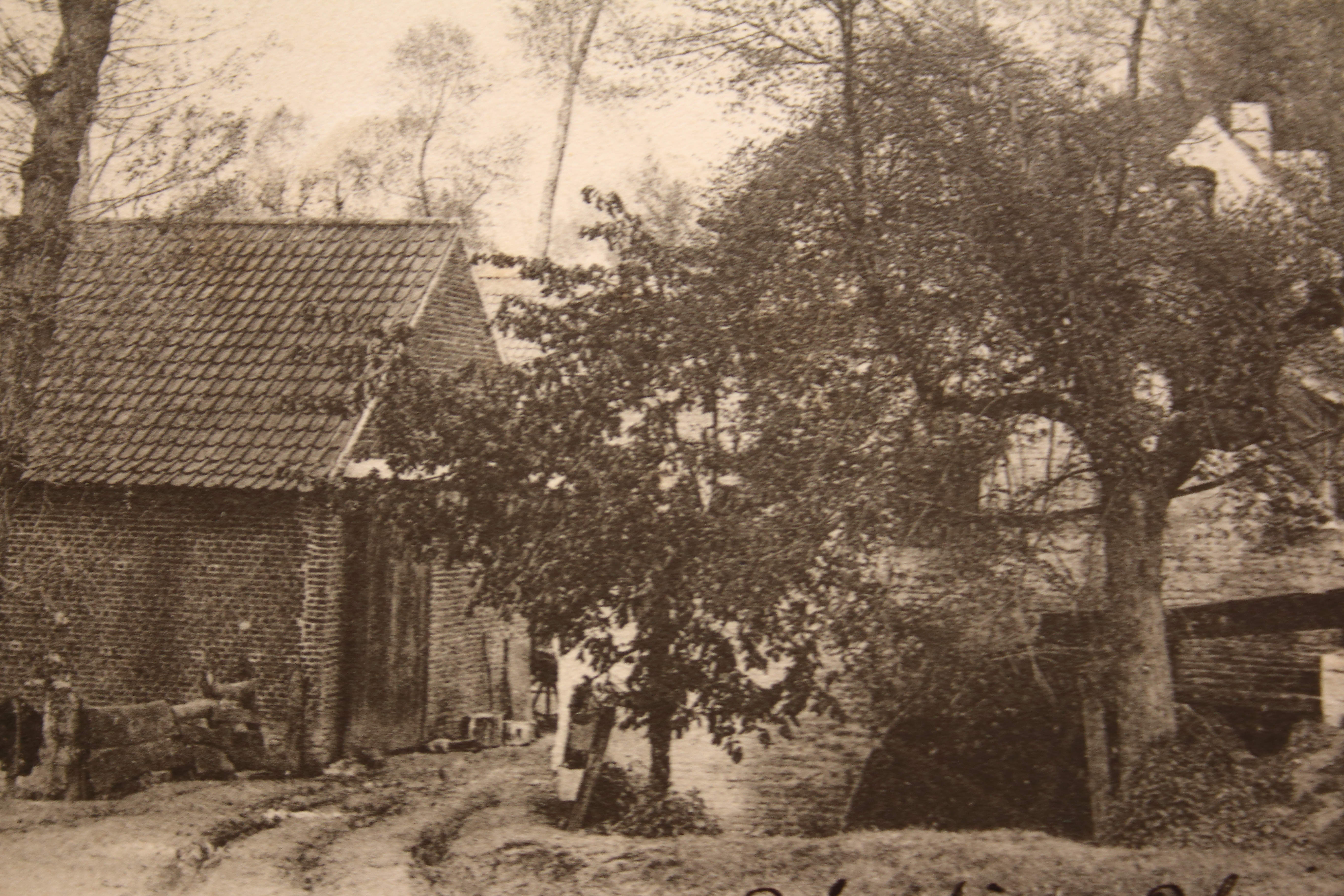
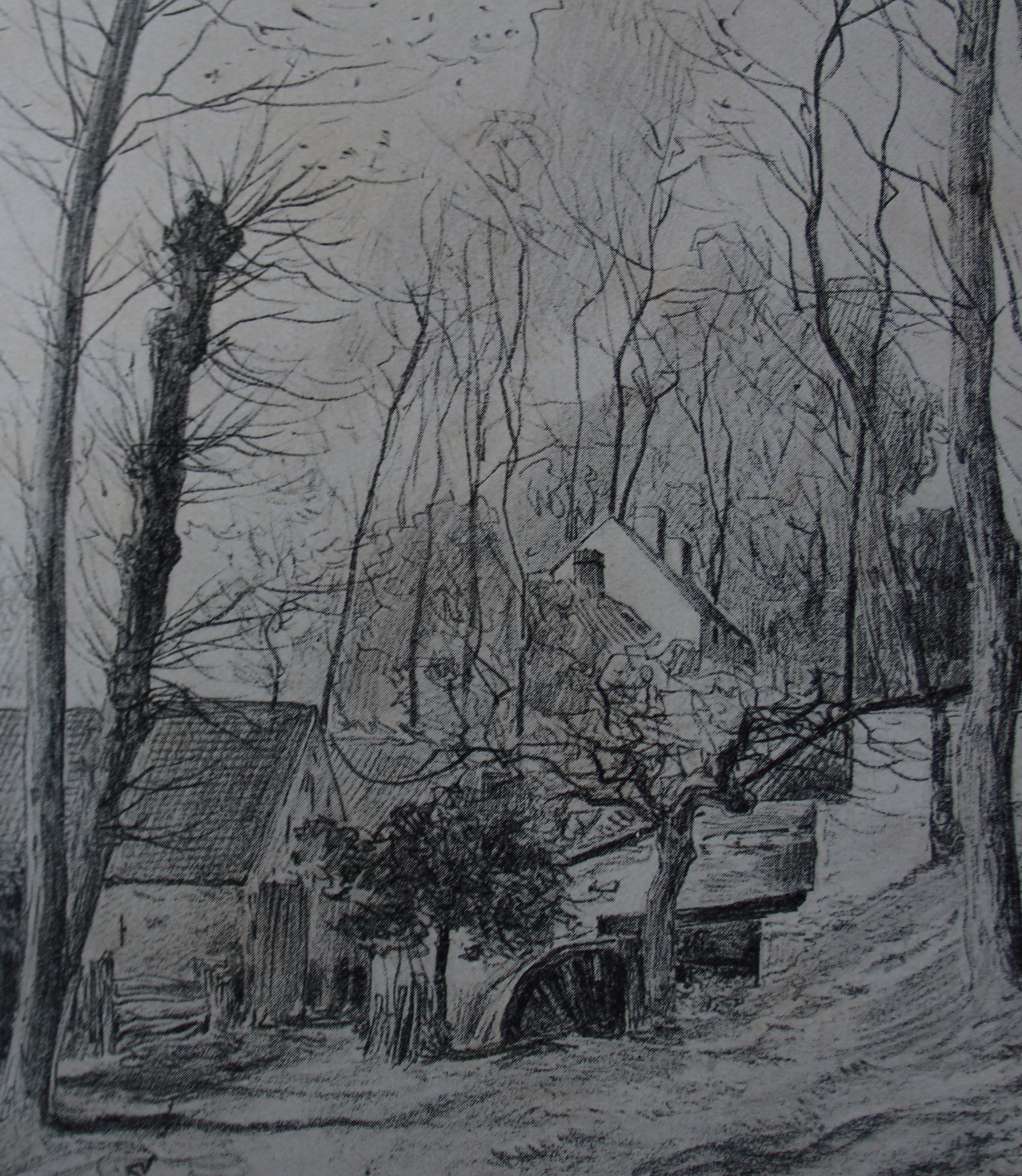
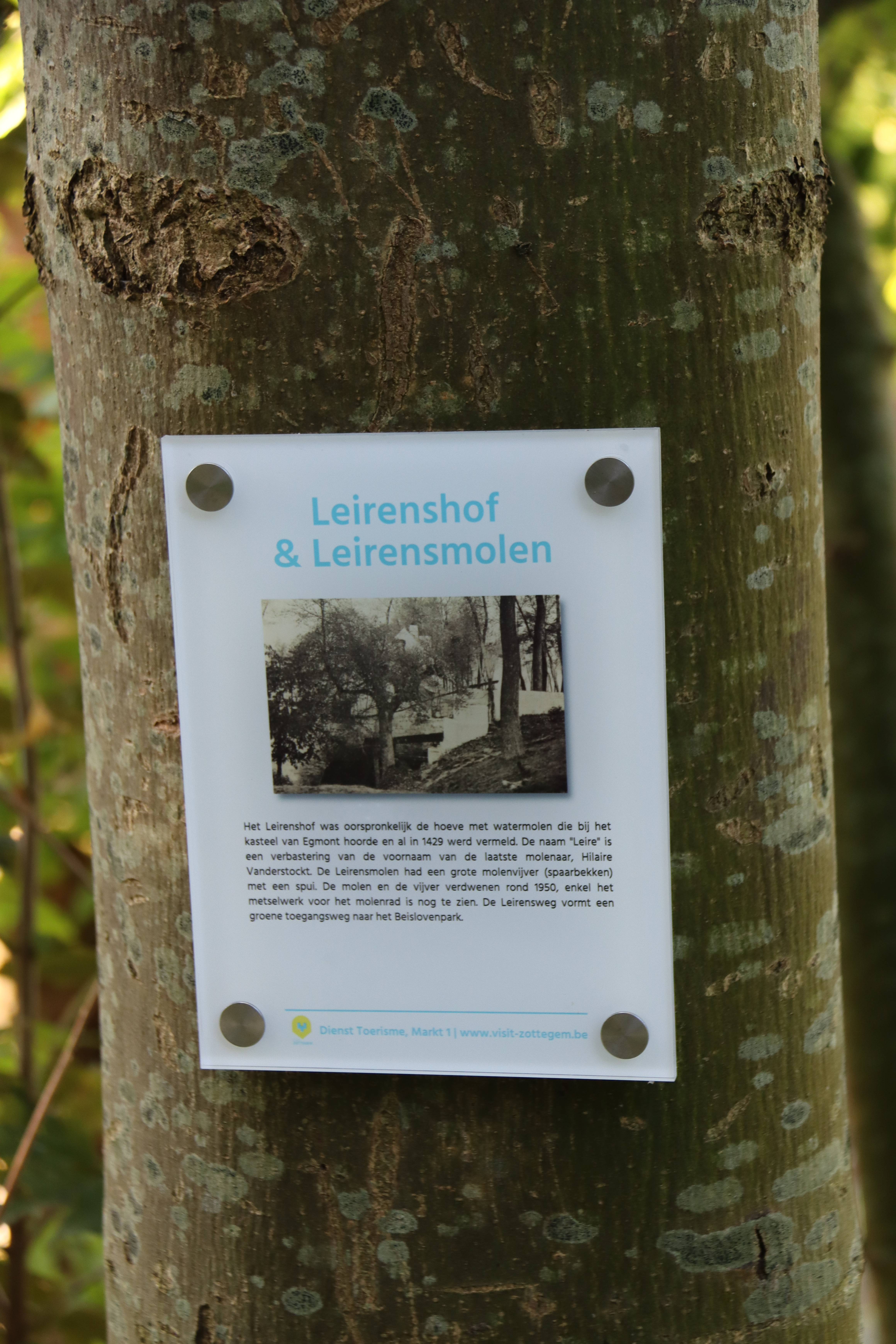